# Reina Hispanoamericana 2010
El concurso de belleza Reina Hispanoamericana 2010 fue celebrado en Santa Cruz, Bolivia el 24 de noviembre de 2010. 22 candidatas participaron en el evento. Adriana Vasini, Reina Hispanoamericana 2009 de Venezuela, coronó a su sucesora y compatriota, Caroline Medina como la nueva Reina Hispanoamericana 2010 al final del evento.

## Resultado
| Resultado                      | Candidata                        |
| Reina Hispanoamericana 2010    | - Venezuela - Caroline Medina    |
| Virreina Hispanoamericana 2010 | - Paraguay - Egni Eckert         |
| 1.ª. Finalista                 | - Bolivia - Olivia Pinheiro      |
| 2.ª. Finalista                 | - Brasil - Suymara Barreto       |
| 3.ª. Finalista                 | - España - Raquel Lozano         |
| 4.ª. Finalista                 | - Uruguay - Stephany Ortega      |
| 5.ª. Finalista                 | - Argentina - Yésica Di Vincenzo |

## Premios especiales
| Premio               | País                 | Candidata          |
| Miss Elegancia       | Estados Unidos       | Yildry Peña        |
| Miss Simpatía        | España               | Raquel Lozano      |
| Miss Fotogénica      | Bolivia              | Olivia Pinheiro    |
| Mejor Traje Nacional | Ecuador              | Lady Mina          |
| Mejor Rostro         | Argentina            | Yésica Di Vincenzo |
| Mejor Cuerpo         | Paraguay             | Egni Eckert        |
| Mejor Cabello        | Bolivia              | Olivia Pinheiro    |
| Mejor Cabello        | Costa Rica           | Angie Alfaro       |
| Mejor Cabello        | República Dominicana | Stephany Liriano   |
| Mejor Sonrisa        | Estados Unidos       | Yildry Peña        |
| Chica Aerosur        | Venezuela            | Caroline Medina    |

## Candidatas
| País                 | Candidata                           | Edad | Estatura | Proveniencia               |
| Argentina            | Yésica Natalia di Vincenzo          | 22   | 1.75 m   | Mar del Plata              |
| Bolivia              | María Olivia Pinheiro Menacho       | 25   | 1.75 m   | Santa Cruz                 |
| Brasil               | Suymara Barreto Parreira            | 25   | 1.78 m   | Belém                      |
| Chile                | Marie Ann Salas Gorboi              | 27   | 1.78 m   | Santiago                   |
| Colombia             | María Alejandra Franco Zapata       | 21   | 1.70 m   | Pereira                    |
| Costa Rica           | Angie Catalina Alfaro Loria         | 19   | 1.74 m   | Alajuela                   |
| Cuba                 | Viglis Viquillón                    | 21   | 1.81 m   | La Habana                  |
| Ecuador              | Lady Fernanda Mina Lastra           | 24   | 1.71 m   | Guayaquil                  |
| El Salvador          | Marcela Santamaría                  | 18   | 1.70 m   | San Salvador               |
| España               | Raquel Lozano Fraile                | 27   | 1.77 m   | Sevilla                    |
| Estados Unidos       | Yildry Estefanía Peña               | 18   | 1.84 m   | Nueva York                 |
| Guatemala            | Ana Lucía Mazariegos Florentino     | 19   | 1.70 m   | Antigua Guatemala          |
| Honduras             | Adriana Gabriela García Hernández   | 19   | 1.76 m   | Olancho                    |
| México               | Ángeles Aguilar del Puerto          | 24   | 1.76 m   | Oaxaca                     |
| Nicaragua            | Indiana María Sánchez Sánchez       | 23   | 1.76 m   | Managua                    |
| Panamá               | Michelle Ostler Cosme               | 23   | 1.72 m   | Panamá                     |
| Paraguay             | Egni Analía Almirón Eckert          | 22   | 1.83 m   | Luque                      |
| Perú                 | Alexandra Liao Tipacti              | 21   | 1.78 m   | Lima                       |
| Puerto Rico          | Ivonne Reyes                        | 18   | 1.78 m   | San Juan                   |
| República Dominicana | Stephany Liriano Alcántara          | 22   | 1.74 m   | Santiago de los Caballeros |
| Uruguay              | Stephany Ortega Da Costa            | 21   | 1.75 m   | Montevideo                 |
| Venezuela            | Caroline Gabriela Medina Peschiutta | 18   | 1.78 m   | Maracay                    |